# Rogelio Hernández
Pour les articles homonymes, voir Hernández.
Hernández  Santibáñez est un nom espagnol. Le premier nom de famille, en général paternel, est Hernández ; le second, en général maternel, souvent omis, est Santibáñez.
Rogelio Hernández Santibáñez, né le 14 avril 1934 à El Astillero et mort le 9 avril 2022, est un coureur cycliste espagnol. 

## Palmarès
- 1954
  - 3e du championnat d'Espagne sur route amateurs
- 1957
  -  Champion d'Espagne de la montagne amateurs[2]
- 1959
  - 3e du championnat d'Espagne sur route indépendants
- 1960
  - 3e du championnat d'Espagne sur route indépendants
- 1961
  - 3e étape du Tour du Roussillon
  - 4e étape du Tour de l'Avenir
  - 1re étape du Tour du Guatemala
  - 2e du Tour du Guatemala
- 1963
  - 1rea étape du Tour du Levant (contre-la-montre par équipes)
- 1965
  - 3eb étape du Tour de Majorque

## Résultats sur les grands tours

### Tour de France
3 participations
- 1963 : 27e
- 1964 : 26e
- 1965 : 76e

### Tour d'Espagne
6 participations
- 1960 : hors délais (15e étape)
- 1961 : 32e
- 1962 : 39e
- 1963 : 29e
- 1964 : 28e
- 1965 : 29e

### Tour d'Italie
1 participation 
- 1962 : abandon